# N'Dorola
N'Dorola – ou en sénoufo Dôkanhan – est une commune rurale et le chef-lieu du département de N'Dorola situé dans la province de Kénédougou de la région des Hauts-Bassins au Burkina Faso.

## Géographie
N'Dorola est localisée à 28 km de la frontière malienne et située à environ 90 km au nord-ouest de Bobo-Dioulasso.
La ville est constituée de six quartiers que sont : Gnissimé, Goro, Kagora, Kassigué, Kawegué et Nibazira. Elle est traversée par les marigots Massakô – le plus important historiquement et en débit –, Méni Katana, Soussougo, Gardou, Yénawou, Diogoigué, Bibi et Djounissigué Tatogué.

## Histoire
Les différentes traditions orales coïncident pour indiquer, à minima, que le village a été historiquement fondé par des chasseurs – potentiellement un certain Dô avec ses deux frères (qui auraient fondé Dingasso et Kourouma) – venus de Koury (Wirguila) au Mandé à la suite d'un différend familial. « Dô-Kanhan » veut dire en sénoufo « village de Dô », qui par déformations successives, finit par devenir N'Dorola. Il y aurait eu par la suite des arrivées de populations en provenance de Kong en Côte d'Ivoire, du Mali et des environs de la province.
L'histoire du village est marquée par une série d'invasions de criquets et des épidémies de rougeole dans les années 1930.

## Administration
Principal centre administratif du département – devenu regroupements de communes rurales après la réforme administrative de 2009 – pour la gestion de l'État et pour l'organisation des services publics, le village de N'Dorola répond également localement à une chefferie traditionnelle tenue par le chef coutumier qui assure le respect et l'adoration des lieux sacrés et administre le village, assisté d'un chef de pluie. Cette chefferie est transmise entre frères au sein de la famille Sessouma et passe à l'homme le plus âgé dans la grande famille paternelle de l'ancien chef ; la généalogie est : Dô, Zaguinagagoro, Katagoro, Otozé Guan, Otogoro Oziré, Bagadjo, Zanganagni et l’actuel qui est Klouzé.

## Économie

### Secteur primaire
L'économie de N'Dorola est très liée à celle de Téoulé, commune avec laquelle elle partage un important système de canaux d'irrigation pour l'agriculture et la culture de riz pluvial. En plus de l'agriculture de subsistance (mil, maïs, sorgho, haricot, arachides, oignons) et d'exportation régionale (sésame, tomate et oignon) il y a un fort développement de la culture de rente du coton depuis 1960 organisé autour cinq Groupements de producteurs de coton (GPC) dans la commune et de quatre associations de femmes. L'agriculture est principalement pratiquée attelée. L'élevage (bœufs, chèvres, moutons, volailles) est un peu pratiqué.

### Secteur tertiaire
Pour assurer le commerce des marchandises produites localement et importées, se tient un marché hebdomadaire.
Du fait de son statut de préfecture départementale, les administrations locales et les services participent de manière importante à l'économie de N'Dorola.

## Services publics
N'Dorola accueille un grand nombre d'institutions étatiques que sont la préfecture ; le service de l'agriculture, le service de l’élevage, et le service de l’environnement ; une inspection de l’enseignement primaire ; une brigade territoriale de la gendarmerie et un commissariat de police ; un bureau de la société nationale des postes (Sonapost), une banque (BACB) et une Caisse populaire ; mais également une usine d’égrainage de coton et de délintage.

## Santé et éducation
N'Dorola accueille un centre de santé et de promotion sociale (CSPS) ainsi que dépôt pharmaceutique du centre et trois dépôts privés.
Pour l'eau, la commune dispose de sept forages, de deux puits à grand diamètre et depuis 2006 d'une adduction d'eau potable desservant quatre bornes fontaines.
L'éducation est assurée par trois écoles primaires : école A de six classes du secteur 3 (1963), école B de six classes du secteur 2 (1997) et école C de trois classes du secteur 5 (2004), ainsi que par les deux centres d'alphabétisation. Les études secondaires se font aux collèges d'enseignement professionnel (CEP) et au lycée départemental de la 6e à la 2de.

## Religion
Historiquement de religion traditionnelle reposant sur le fétichisme, il existe toujours à N'Dorola des croyances liées au fétiche « Dangoro » venu de Katana et au fétiche « Komon » originaire de Saguiéra au Mali. Il existe également un lieu sacré, le marigot de Massakô où se trouvent des silures sacrés et le bois sacré « Woto » où se trouvent des varans sacrés.
Les religions monothéistes prennent cependant l'ascendant sur les croyances traditionnelles, avec le catholicisme et les protestantismes évangéliques (Alliance chrétienne et Assemblée de Dieu) possédant chacune une église. L'islam sunnite et l'islam chiite sont pratiqués dans les trois mosquées de la commune.

## Culture
La ville de N'Dorola ne possède qu'un seul groupe de balafon.
L'adoration annuelle du Woto et de ses varans est toujours très présente et constitue un important événement, avec l'arrivée de personnes de toute la région. Les initiations des jeunes garçons « korgné », sont aussi pratiquées.